# Gare d'El Attaf
La gare d'El Attaf, est une gare ferroviaire algérienne, située sur le territoire de la commune d'El Attaf, dans la wilaya de Aïn Defla.

## Situation ferroviaire
La gare se situe sur la ligne d'Alger à Oran, où elle est précédée de la gare de Sidi Bouabia et suivie de celle de Bir Safsaf.

## Service des voyageurs

### Desserte
La gare d'El Attaf est desservie par :
- les trains grandes lignes de la liaison Alger - Oran[1] ;
- les trains régionaux des liaisons :
  - Alger - Chlef[2] ;
  - Chlef - Khemis Miliana[3].